# Acanthophysium buxicola
Acanthophysium buxicola är en svampart som beskrevs av Boidin & Lanq. 1986. Acanthophysium buxicola ingår i släktet Acanthophysium och familjen Stereaceae.   Inga underarter finns listade i Catalogue of Life.